# ㄴ
ㄴ (nieun - 니은) là phụ âm thứ hai của bảng chữ cái Triều Tiên. Unicode cho ㄴ là U+3134. Khi chuyển tự Hangeul sang Romaja nó tương ứng với chữ "N".

## Giao tiếp đại diện khác
| Loại                  | Loại             | Chữ cái | Unicode | HTML     |
| --------------------- | ---------------- | ------- | ------- | -------- |
| Tương thích Jamo      | Tương thích Jamo | ㄴ      | U+3134  | &#12596; |
| Hangul Jamo vùng      | Chữ đầu          | ᄂᅠ      | U+1102  | &#4354;  |
| Hangul Jamo vùng      | Chữ cuối         | ᅟᅠᆫ      | U+11AB  | &#4523;  |
| Hanyang sử dụng riêng | Chữ đầu          |         | U+F788  | &#63368; |
| Hanyang sử dụng riêng | Chữ cuối         |         | U+F875  | &#63605; |
| Nửa chiều rộng        | Nửa chiều rộng   | ﾤ       | U+FFA4  | &#65444; |